# قضية منفصلة
المنفصلة هي التي يحكم فيها بالتنافي بين القضيتين:
- في الصدق والكذب معا، أي بأنهما لا يصدقان ولا يكذبان
- أو في الصدق فقط، أي بأنهما لا يصدقان، ولكنهما قد يكذبان
- أو في الكذب فقط، أي بأنهما لا يكذبان وربما يصدقان

أو سلب ذلك التنافي.

## حكماها

### موجبة
إذا حكم فيها بالتنافي فهي منفصلة موجبة:
- فإن كان التنافي في الصدق والكذب سميت حقيقة، كقولنا: إما أن يكون هذا العدد زوجا أو فردا، فإن قولنا: هذا العدد زوج، وهذا العدد فرد، لا يصدقان معا ولا يكذبان؛
- وإن كان الحكم فيها بالتنافي في الصدق فقط، فهي مانعة الجمع، كقولنا: إما أن يكون هذا الشيء شجرا أو حجرا، فإن قولنا: هذا الشيء شجر وهذا الشيء حجر، لا يصدقان، وقد يكذبان، بأن يكون هذا الشيء حيوانا.
- وإن كان الحكم بالتنافي في الكذب فقط فهي مانعة الخلو، كقولنا: إما أن يكون هذا الشيء لا حجرا ولا شجرا، فإن قولنا: هذا الشيء لا شجر وهذا الشيء لا حجر، لا يكذبان، وإلا لكان الشيء شجرا وحجرا معا، وقد يصدقان بأن يكون الشيء حيوانا.

### سالبة
إذا كان الحكم فيها بسلب التنافي فهي منفصلة سالبة:
- فإن كان الحكم بسلب التنافي في الصدق والكذب كانت سالبة حقيقية، كقولنا: ليس إما أن يكون هذا الإنسان أسود أو كاتبا، فإنه يجوز اجتماعهما ويجوز ارتفاعهما؛
- وإن كان الحكم بسلب التنافي في الصدق فقط كانت سالبة مانعة الجمع، كقولنا: ليس إما أن يكون هذا الإنسان حيوانا أو أسود، فإنه يجوز اجتماعهما ولا يجوز ارتفاعهما؛
- وإن كان الحكم بسلب المنافاة في الكذب فقط كانت سالبة مانعة الخلو، كقولنا: ليس إما أن يكون هذا الإنسان روميا أو زنجيا، فإنه يجوز ارتفاعهما ولا يجوز اجتماعهما.